# Villaspeciosa
Villaspeciosa (in sardo Biddaspitziosa) è un comune italiano di 2 655 abitanti che si trova nella città metropolitana di Cagliari.

## Origini del nome
Il toponimo è composto da villa e  speciosa, dall'aggettivo latino "speciosa" ossia "bella".

## Storia
La zona dove sorge Villaspeciosa venne abitata sin dall'epoca nuragica, a testimonianza di ciò sono da citare i nuraghi e le tombe dei giganti sparse nel territorio. In periodo romano l'area ebbe un notevole sviluppo.
Nel medioevo appartenne al giudicato di Cagliari e fece parte della curatoria di Decimo. Alla caduta del giudicato (1258) passò sotto il dominio della famiglia pisana dei Della Gherardesca, e a partire dal 1324 entrò a far parte del Regno di Sardegna, nella Corona d'Aragona. Nel 1421 il re d'Aragona Alfonso V il Magnanimo concesse il feudo alla famiglia Tola. Nel 1490 la signoria passò ai Torello che lo vendettero con il consenso regio, e pochi anni dopo fu incorporato nella baronia di Monastir, feudo prima dei Bellit e poi dei Bon Crespi di Valdaura, i quali lo ebbero in dote fino al 1839, quando, ormai in epoca sabauda, sull'isola venne abolito il sistema feudale, per cui divenne un comune amministrato da un sindaco e da un consiglio comunale.

### Simboli
Lo stemma e il gonfalone del comune di Villaspeciosa sono stati concessi con decreto del presidente della Repubblica dell'8 aprile 1999. Lo stemma si blasona:
Il gonfalone è un drappo partito di azzurro e di giallo.

## Monumenti e luoghi d'interesse

### Architetture religiose

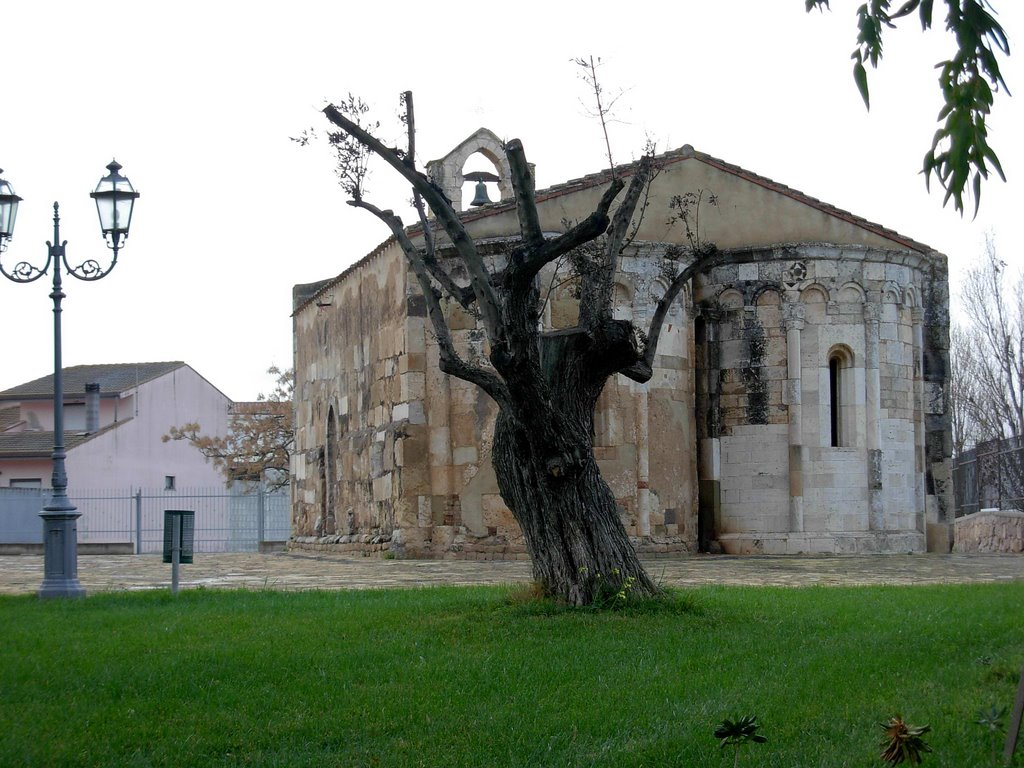
Retro della chiesa romanica di San Platano

Tra i principali monumenti di Villaspeciosa vi è la chiesa di San Platano. Il monumento, costruito dai monaci benedettini dell'Abbazia di San Vittore di Marsiglia è databile attorno alla metà del XII secolo. La chiesa è in stile romanico ed è caratterizzata dalla doppia volta a botte che si può trovare, in Sardegna, soltanto nella chiesa di Santa Maria di Sibiola di Serdiana.
La chiesa parrocchiale Beata Vergine Assunta risale all'ultimo quarto del XVI secolo. Infatti nei documenti desunti dall'archivio della curia arcivescovile di Cagliari, risulta che ancora nel 1591 era chiesa parrocchiale San Platano e solo nel 1599 risultava parrocchia la Beata Vergine Assunta. Ad avvalorare la costruzione tardocinquecentesca contribuisce la datazione di una delle due campane del campanile a vela riportante l'anno 1585.

### Siti archeologici

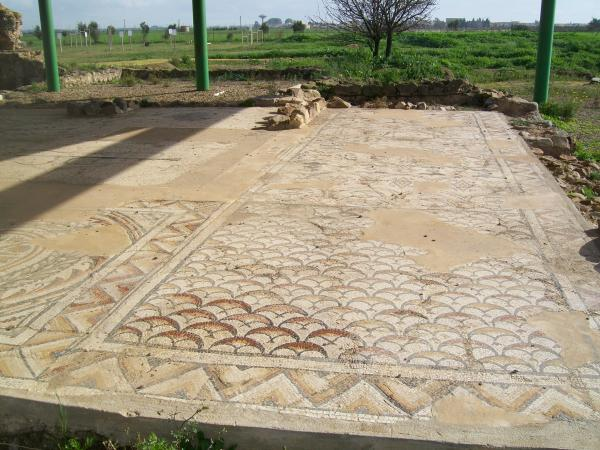
Mosaico romano del sito di San Cromazio

Per quanto riguarda gli insediamenti nuragici oltre a quello di Bidda Itzu, ai confini con il territorio di Decimoputzu, risalente al Bronzo finale e I ferro (XII-XI secolo a.C.) è presente un vasto agglomerato nuragico in località Cuccureddus, risalente allo stesso periodo, comprendente un nuraghe sulla cima di Monte Silixianu (oggi erroneamente noto sulle carte come monte Cilixianu), un villaggio nuragico localizzato fra sa Guardia Manna e mitza su ferru e una fonte nuragica adiacente ad un edificio a pianta rettangolare con fondi di capanna e cinta muraria megalitica individuato fra M. Siixianu e Is foradas de cuccureddus. Tracce puniche sono state rinvenute a Is crus, Lacana de bidazzone e Su pezzu callittu.
Altro sito particolarmente rilevante è quello tardo romano di San Cromazio, nel quale da diversi anni è aperta una campagna di scavo estiva. Il sito, scoperto negli anni 70, comprende un meraviglioso mosaico con decorazioni di carattere religioso, tra i più imponenti in Sardegna. Negli ultimi anni sono state ritrovate numerose sepolture senza rinvenire particolari oggetti di pregio. Secondo le più recenti teorie l'area doveva fungere in passato da stazione di posta per i cavalieri che da Cagliari si recavano nel Sulcis e viceversa.

## Società

### Evoluzione demografica
Abitanti censiti

### Lingue e dialetti
La variante del sardo parlata a Villaspeciosa è il campidanese occidentale.

## Infrastrutture e trasporti

### Strade
Le principali vie di accesso a Villaspeciosa sono la SS 130, passante a sud dell'abitato, e collegante Villaspeciosa con i comuni dell'Iglesiente a ovest e con vari centri del Cagliaritano ad est. Sempre a sud del paese scorre inoltre la SP90. Il collegamento coi comuni di Decimoputzu e Uta è assicurato dalla strada provinciale 3, che attraversa Villaspeciosa da nord a sud.

### Ferrovie

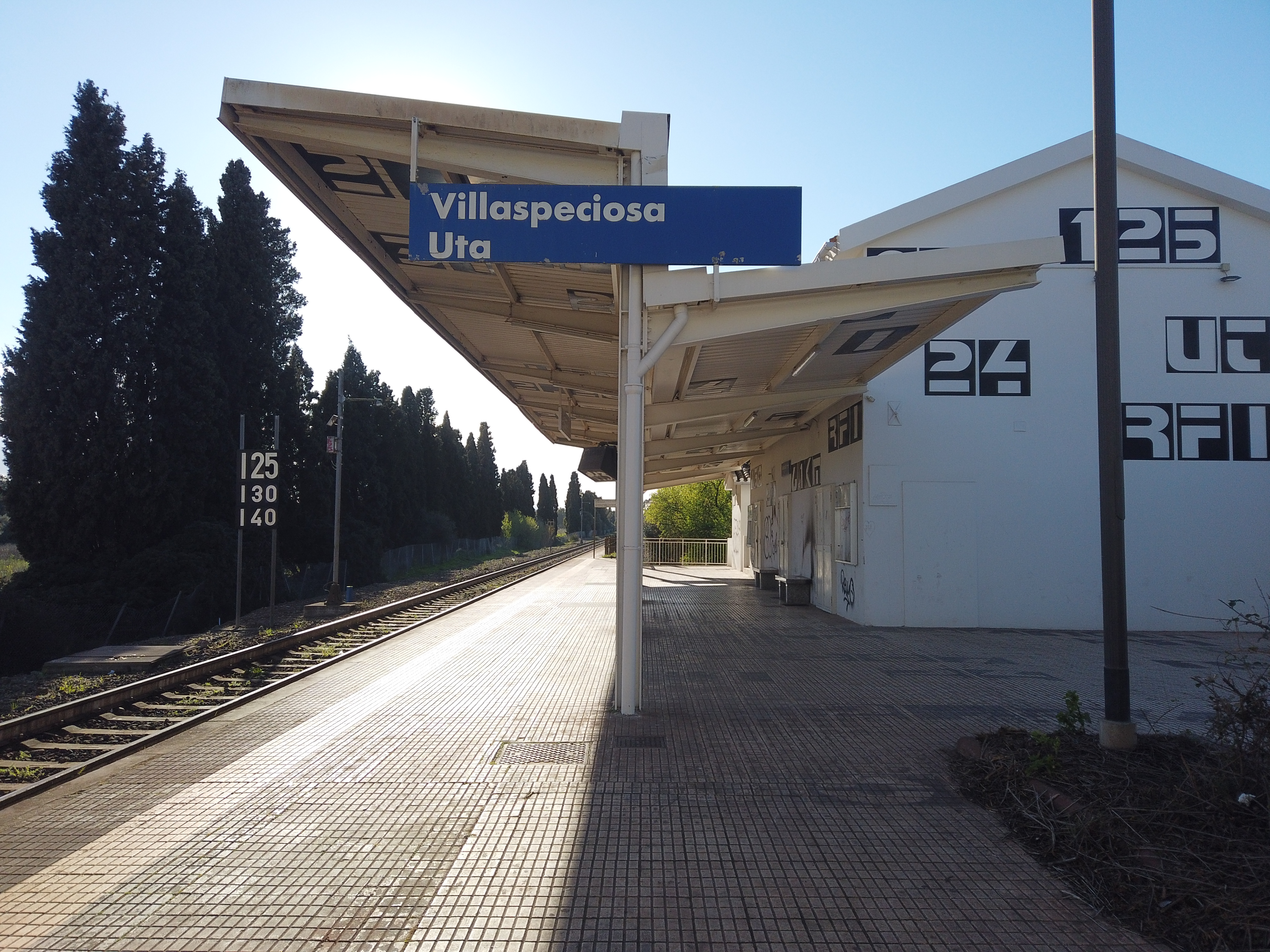
La fermata di Villaspeciosa-Uta.

Villaspeciosa è servita dal 1872 dalla stazione di Villaspeciosa-Uta, situata all'estremità del territorio comunale al confine con il comune di Uta. La fermata è costruita lungo la ferrovia Decimomannu-Iglesias di RFI, ed è collegata da treni regionali di Trenitalia aventi capolinea Cagliari in direzione est ed Iglesias e Carbonia ad ovest.

## Amministrazione
| Periodo        | Periodo         | Primo cittadino | Partito                                | Carica  | Note  |
| -------------- | --------------- | --------------- | -------------------------------------- | ------- | ----- |
| 23 aprile 1995 | aprile 2000     | Mariano Aroni   | Partito Popolare Italiano              | Sindaco |       |
| 16 aprile 2000 | 31 ottobre 2002 | Mariano Aroni   | UDC                                    | Sindaco |       |
| 26 maggio 2003 | giugno 2008     | Elio Mameli     | Lista civica                           | Sindaco |       |
| 16 giugno 2008 | maggio 2013     | Elio Mameli     | Lista civica                           | Sindaco |       |
| 27 maggio 2013 | giugno 2018     | Elio Mameli     | Lista civica "Crescere in democrazia"  | Sindaco |       |
| 10 giugno 2018 | 29 maggio 2023  | Gianluca Melis  | Lista civica "Crescere in democrazia"  | Sindaco | [ 8 ] |
| 29 maggio 2023 | in carica       | Gianluca Melis  | Lista civica "Uniti per Villaspeciosa" | Sindaco | [ 9 ] |